# (100433) Hyakusyuko
(100433) Hyakusyuko est un astéroïde de la ceinture principale.

## Description
(100433) Hyakusyuko est un astéroïde de la ceinture principale. Il fut découvert le 24 mai 1996 à Nanyo par Tomimaru Okuni. Il présente une orbite caractérisée par un demi-grand axe de 2,58 UA, une excentricité de 0,34 et une inclinaison de 8,8° par rapport à l'écliptique.